# WZ2529
WZ2529（162.5MHz）是位于美属萨摩亚的一个灾害预警广播电台，由美国国家气象局开办，属于NOAA气象广播的一部分。电台发射地位于帕果帕果，覆盖东区和西区。

## 覆盖地区代码
- 东区：060010
- 西区：060050